# دارتموت (ماساچوست)
دارتموت، ماساچوست
دارتموت(به انگلیسی: Dartmouth) شهرکی در شهرستان بریستول ایالت ماساچوست می‌باشد که در سال ۱۶۶۴ بنیان‌گذاری شده‌است. این شهرک در سرشماری سال ۲۰۱۰ میلادی، ۳۴٬۰۳۲ نفر جمعیت داشته‌است.